# Hrabstwo Butte (Dakota Południowa)
Hrabstwo Butte (ang. Butte County) – hrabstwo w stanie Dakota Południowa w Stanach Zjednoczonych. Obszar całkowity hrabstwa obejmuje powierzchnię 2266,36 mil² (5869,84 km²). Według szacunków United States Census Bureau w roku 2009 miało 9577 mieszkańców.
Hrabstwo powstało w 1883 roku. Na jego terenie znajdują się następujące gminy (townships):Union, Vale

## Miejscowości
- Belle Fourche
- Fruitdale
- Newell
- Nisland
- Vale (CDP)